# Vredeskapel (Heerlerbaan)

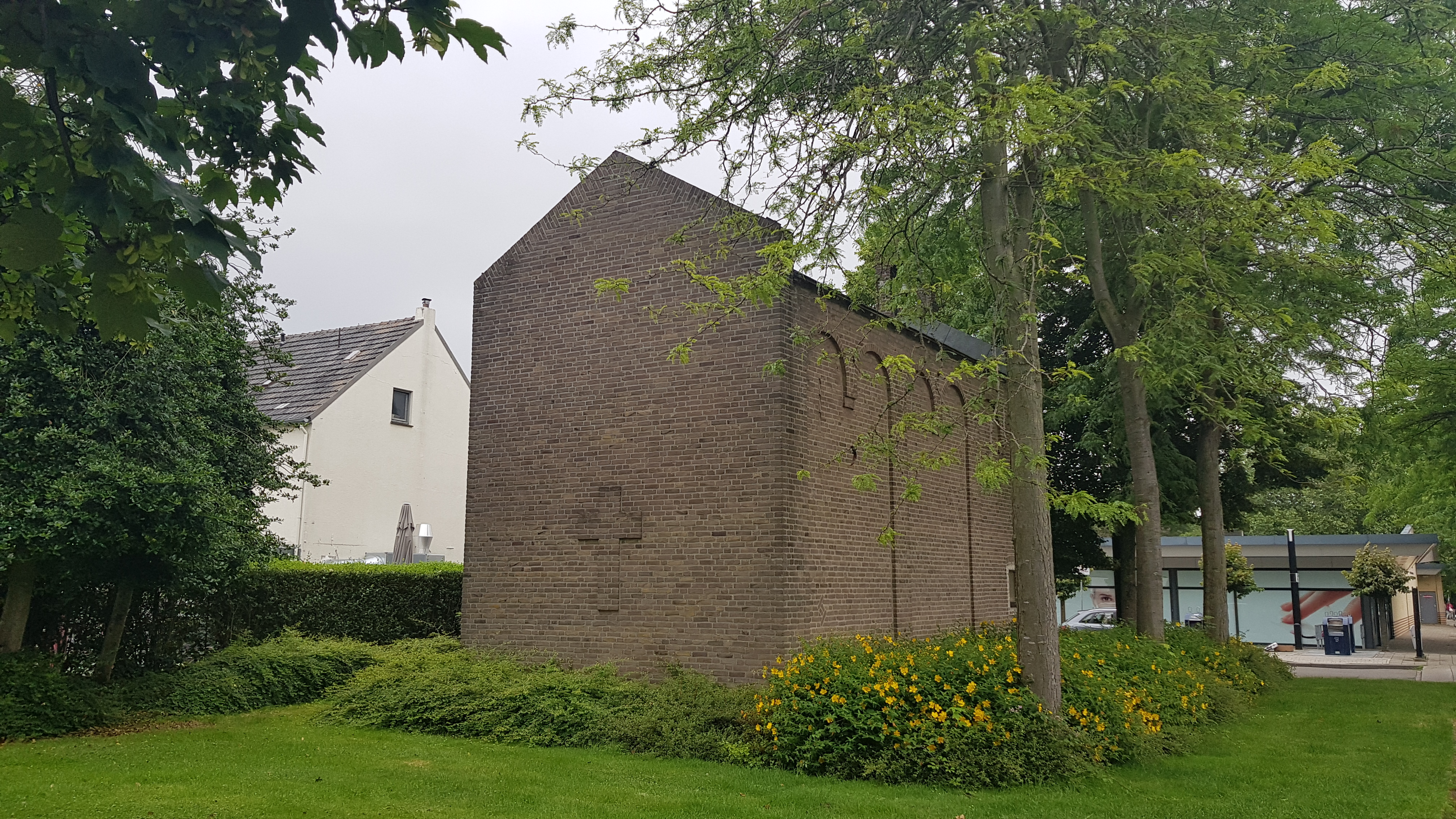
De Vredeskapel

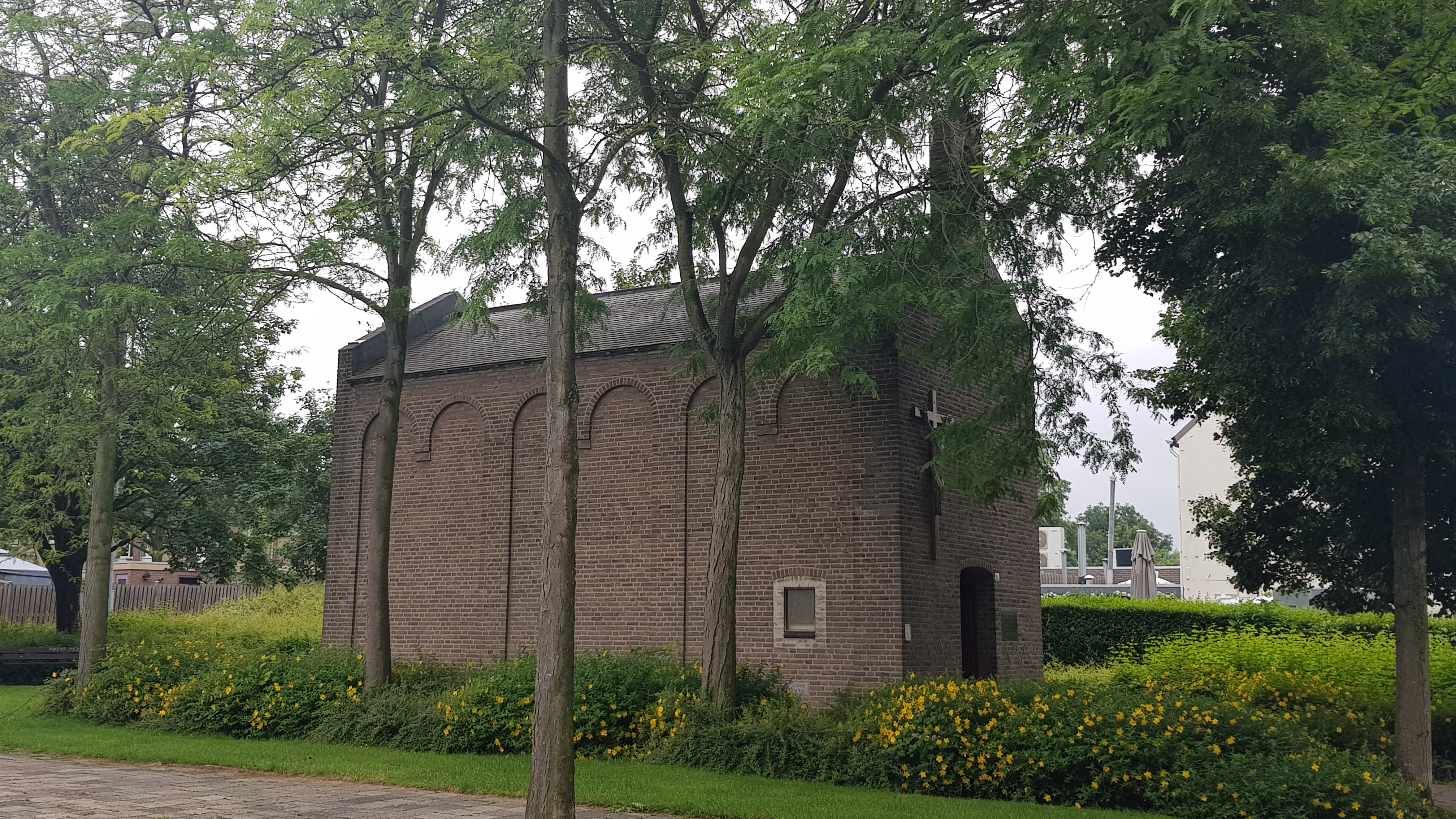
De Vredeskapel

De Vredeskapel, Onze-Lieve-Vrouw van Fátimakapel of Mariakapel is een kapel en oorlogsmonument in Heerlerbaan in de Nederlands Zuid-Limburgse gemeente Heerlen. De kapel staat aan de Bautscherweg op de hoek met de Vullingsweg.
De kapel is gewijd aan Onze-Lieve-Vrouw van Fátima.

## Geschiedenis
In 1952 werd de kapel gebouwd naar het ontwerp van architect Gène Eggen uit dankbaarheid voor het tijdens de Tweede Wereldoorlog bespaard blijven van oorlogsgeweld in Heerlerbaan. Op 7 september 1952 werd de kapel ingezegend.

## Bouwwerk
De ruime bakstenen kapel is opgetrokken op een rechthoekig plattegrond met een recht gesloten koor, drie traveeën en wordt gedekt door een zadeldak. De frontgevel is voorzien van een ingang met een segmentboog en bruine houten deur in een verder blinde muur, getopt door een doorlopend stuk muur waarin een kerkklok gehangen is. Op de frontgevel is verder een houten kruis met corpus en een herdenkingsplaquette aangebracht. In de zijgevel zijn de traveeën elk voorzien van een rondboogfries met per travee twee bogen. In de westelijke zijgevel is onder iedere boog een venster aangebracht, in de gehele oostelijke gevel slechts twee vensters. In de achtergevel is door middel van uitstekende bakstenen een kruis gemetseld. De tekst van de plaquette in de frontgevel:

Deze Kapel, toegewijd aan Onze Lieve Vrouw van Fatima, is gesticht uit dankbaarheid dat Heerlerbaan in de jaren 1940-1945 gespaard bleef van Oorlogsgeweld. Bid voor de Vrede

Van binnen zijn de muren wit geschilderd, waarbij zowel op de achterwand als wand van de frontgevel door Gène Eggen kleurrijke schilderingen zijn aangebracht. Op de achterwand wordt centraal Onze-Lieve-Vrouw van de Rozenkrans afgebeeld.